# 山本三男
山本 三男（やまもと みつお、1888年（明治21年）2月22日 - 1969年（昭和44年）3月25日）は、日本の陸軍軍人。最終階級は陸軍中将。旧姓・浜田（濱田）。1925年（大正14年）2月25日、山本に改姓した。

## 経歴
熊本県出身。1910年（明治43年）5月、陸軍士官学校（22期）を卒業。同年12月、歩兵少尉に任官し歩兵第23連隊付となる。
1920年（大正9年）4月、歩兵大尉に昇進し歩兵第23連隊付となる。1936年（昭和11年）8月、歩兵大佐に昇進し第2師団兵器部長に就任。1938年（昭和13年）7月、歩兵第84連隊長に発令され日中戦争に出征。1939年（昭和14年）6月、陸軍少将に進級し歩兵第1旅団長に就任。1941年（昭和16年）10月、留守第65独立歩兵団長に転じた。1942年（昭和17年）4月、陸軍中将に進み、同年7月、留守第20師団長となる。
1943年（昭和18年）3月、第3師団長に親補され中国戦線に出征。湘桂作戦などに参戦した。1945年（昭和20年）3月、第93師団長に転じ、九十九里浜で本土決戦に備える中で終戦を迎えた。
1947年（昭和22年）11月28日、公職追放仮指定を受けた。

## 栄典
- 1911年（明治44年）3月10日 - 正八位[10]
- 1914年（大正3年）2月10日 - 従七位[11]
- 1919年（大正8年）3月20日 - 正七位[12]
- 1924年（大正13年）5月15日 - 従六位[13]